# ノルウェー民謡による変奏曲形式のバラード
『ノルウェー民謡による変奏曲形式のバラード』（ノルウェー語:Ballade i form av variasjoner over en norsk folketone）作品24は、エドヴァルド・グリーグが作曲したピアノ曲。単に「バラード」とも呼ばれる。

## 概要
グリーグの代表作の劇付随音楽「ペール・ギュント」が完成された1875年から翌1876年にかけて作曲されたピアノ曲である。主題として使用されているノルウェーの民謡は、ノルウェーの作曲家で民謡収集として知られるルドヴィク・マティアス・リンデマンが採取したヴァルドレス地方の民謡「北国の農民」で、グリーグはそれをもとに14の変奏及びコーダを作曲したという。
当時、グリーグは両親を亡くした上、妻とも一時不仲になっていた。さらに、自身の大作を書く創作能力に疑問を持つ中で書かれたこの作品は、グリーグのピアノ作品中最も野心的だとされている。
グリーグのピアノ作品の中では初期のもので、頻繁に演奏されない作品である（同じくピアノソナタもあまり演奏されない）。それは、元となった民謡の陰鬱さと和音付けにもよると思われる。また、演奏に当たっては変奏曲及びバラードとしての構成力も要求される。
なお、ノルウェーの作曲家ゲイル・トヴェイトはこの曲を管弦楽用に編曲しており、録音もある。

## 構成
14の変奏とコーダから構成されている。演奏時間は約21分。
- 主題 アンダンテ・エスプレッシーヴォ（ト短調、4分の3拍子）:マズルカ風のリズムの曲。三部形式で、中間部はPoco animatoとなり、少し高揚する。
- 第1変奏 ポコ・メノ・アンダンテ・マ・ノン・トランクィロ、4分の3拍子（以降、特記したもの以外はすべて同様）。
- 第2変奏 アレグロ・アジタート、8分の9拍子。
- 第3変奏 アダージョ:右手の親指で弾くメロディーをテヌートするよう指示がある。
- 第4変奏 アレグロ・カプリチョーソ
- 第5変奏 ピウ・レント:レチタティーヴォ風な曲想が差し挟まれる。
- 第6変奏 アレグロ・スケルツァンド
- 第7変奏 記号なし:16部音符の連続だが、音符が小節線をまたぐシューマン風な曲調。
- 第8変奏 レント
- 第9変奏 ウン・ポコ・アンダンテ
- 第10変奏 ウン・ポコ・アレグロ・エ・アラ・ブルラ、8分の12拍子。
- 第11変奏 ピウ・アニマート、4分の4拍子(左手は初め8分の12拍子)、変ニ長調。:ホ長調、ト長調へ転調する。
- 第12変奏 メノ・アレグロ・エ・マエストーソ、8分の6拍子。
- 第13変奏 アレグロ・フリオーソ:分散和音が特徴的。
- 第14変奏 プレスティッシモ:前の変奏からの流れで高揚し、クライマックスに達したところで半休止する。
- コーダ アンダンテ・エスプレッシーヴォ:主題が8小節だけ回帰して静かにト短調で終結する。